# Sandsynlighedstæthedsfunktion
En sandsynlighedstæthedsfunktion (eller blot tæthedsfunktion eller tæthed) kaldes også frekvensfunktionen og er en matematisk funktion, der er brugt inden for sandsynlighedsregning og matematisk statistik til at beskrive en absolut kontinuert[kilde mangler] stokastisk variabel.
Tæthedsfunktionen, {\displaystyle f(x)}, er en integrabel funktion med egenskaberne: Den skal være positiv eller nul og den skal have en samlet areal på 1 svarende til 100 %
- {\displaystyle f(x)\geq 0,\quad \forall x\in \Omega ={\mbox{Dm}}(f)}.

- {\displaystyle \int _{\Omega }f(x)\ {\mbox{d}}x=1}.

Arealet under tæthedsfunktionen, {\displaystyle f(x)}, kan tolkes som sandsynligheden for at en stokastisk variabel {\displaystyle X} findes i et interval {\displaystyle [a;b]\subseteq \Omega }:
{\displaystyle P(a\leq X\leq b)=\int _{a}^{b}f(x)\ {\mbox{d}}x}
Bemærk, at ikke alle intervaller altid er lige sandsynlige (det gælder kun for den jævne fordeling på et kompakt interval).
Tæthedsfunktionens {\displaystyle f(x)} relation til den statistiske fordelingsfunktion {\displaystyle F(x)} er
{\displaystyle F(x)=\int _{-\infty }^{x}f(t)\,dt}
eller
{\displaystyle f(x)={\frac {d}{dx}}F(x)} (hvor højresiden er defineret)
Tæthedsfunktionen (for den absolut kontinuerte (og kontinuerte) stokastiske variabel) behøver ikke at være kontinuert. Et eksempel er den uniforme fordeling på intervallet {\displaystyle [a,b]}.
Eksempel: Tæthedsfunktionen for en central og normaliseret normalfordeling (el. standardnormalfordelingen, som den også kaldes) er
{\displaystyle f(x)={\frac {1}{\sqrt {2\pi }}}\exp \left(-{\frac {x^{2}}{2}}\right)},
Hvis den stokastiske variable X er normalfordelt med middelværdi lig med nul og spredning lig med 1, så er sandsynligheden for at den stokastiske variable har værdier i intervallet {\displaystyle [0;2]} er
{\displaystyle P(0\leq X\leq 2)=\int _{0}^{2}{\frac {1}{\sqrt {2\pi }}}\exp \left(-{\frac {x^{2}}{2}}\right){\mbox{d}}x\simeq 0,4772498681} .
Sandsynligheden for at {\displaystyle X\in [0;2]} er 47,7 %.
Eksempel: Tæthedsfunktionen for en {\displaystyle \chi ^{2}}-fordeling afhænger af antallet af frihedsgrader. Her er et eksempel med antallet af frihedsgrader {\displaystyle fg=4}
{\displaystyle f_{4}(x)={\begin{cases}{{\frac {1}{4}}\ x\ \exp \left(-{\frac {1}{2}}x\right)}&{\text{, hvis }}x\geq 0\\0&{\text{, hvis }}x<0\end{cases}}}
Grafen for ser således ud (Se figur).
Hvis man fx chi-i-anden test har fået en observation med en {\displaystyle \chi ^{2}}-testværdi, {\displaystyle Q=6.5}, så kan man beregne sandsynligheden for at få et tilsvarende eller være resultat (givet nul-hypotesen er sand):
{\displaystyle p{\text{-værdi}}=\int _{6,5}^{\infty }{\frac {1}{4}}x\ \exp \left(-{\frac {1}{2}}x\right)\ {\text{d}}x\simeq 0,\!1648}.
Dvs. der er altså en sandsynlighed på 16,48 % på at få en værre testværdi end 6,5, (givet nul-hypotesen er sand).